# Georges Perpes
Georges Marc Jean François Perpes, né le 4 juillet 1953 à Toulon et mort le 18 mai 2024 à Cagnes-sur-Mer,, est un comédien, musicien, auteur et metteur en scène français.
Il fonde la compagnie Orphéon Théâtre intérieur en 1984 et la bibliothèque de théâtre Armand-Gatti en 2000.

## Comédien et musicien
Georges est le fils de Marcel Perpes, né à La Seyne-sur-Mer, ouvrier aux écritures à l’hôpital maritime Sainte-Anne, et de Joséphine Ratto, née à Savone (Italie), journalière. Après une scolarité toulonnaise (bac au lycée Dumont-d'Urville), il suit jusqu'en licence des études de lettres modernes et d’italien à l’université de Nice. À l'été 1974, après un détour à Paris où il travaille comme fossoyeur au cimetière de Passy, il part en Afrique. Au retour de ce voyage d'un an, en août 1975, il rencontre à Toulon, Françoise Trompette —  qu’il épouse en 1988 — et Didier Bourguignon, qui font leurs débuts de chanteurs à La Véranda, restaurant de Violette Jacquet.  À partir de l'automne 1975, il se forme comme comédien avec les directeurs de compagnie, César Gattegno au Théâtre du Rocher à La Garde (La Mère de Maxime Gorki, Happy End d'Elisabeth Hauptmann, Bertolt Brecht et Kurt Weill ; Tarentelle sur un seul pied de Luigi Lunari) puis André Neyton du Centre dramatique occitan à Toulon (La Révolte des cascavèus, La Croisade de Robert Lafont).
Parallèlement (1977-1982), Georges Perpes travaille comme saxophoniste et parolier (Les Castrats - Parabole du Jésus de Lyon - Occitan francophone, Elle est plus là...) avec le groupe de chanson Françoise Trompette-Didier Bourguignon, avec qui il enregistre deux disques : Trompette-Bourguignon PZU chantent (Pierre Verany) et Trompette-Bourguignon au clos Mayol (1982, réédition septembre 2019).

## Metteur «en rue»
En 1984, Georges Perpes et Françoise Trompette fondent à Cuers avec Dominique Noé, la compagnie Orphéon Théâtre intérieur. Compagnie sans feu ni lieu, elle fonctionnera sans subventions jusqu'en 1998. Elle propose ses spectacles dans l'espace public. De 1986 à 2012, le couple met « en rue », hors des théâtres, Batailles de Roland Topor et Jean-Michel Ribes, Les Rois de Julio Cortazar, Le Jeune prince et la vérité de Jean-Claude Carrière (Actes Sud). Il fait la création française de Refuge B/Yeux ouverts dans le noir de Jean-Claude Villain (Les Cahiers de l’Égaré) et Le Retour de Carola Neher de Jorge Semprún (Gallimard). Le duo passe aussi des commandes d’écriture et renouvelle des formes de rue : Drive-in : Le laveur de visages, entresort pour voitures de Fabrice Melquiot (L'Arche); Les 120 voyages du fou de Michel Azama, Sylvain Levey, Nathalie Papin, Jean-Yves Picq, Françoise Pillet (Théâtrales), déambulatoires simultanées pour 120 spectateurs offrant à chaque spectateur un spectacle différent. Parallèlement, il continue de travailler comme comédien avec d'autres compagnies comme le Théâtre de l'Arcane (3x8 rêves de Pierre de Nicolas Dubost) ou le collectif de performeurs Tarif de groupe (8 clos de Daniel Chaland et Jean-Louis Masson, Le Grand Monopoloi de Hervé-René Martin).

## Militant culturel

### Bibliothèque de théâtre Armand-Gatti
En 1998, Orphéon signe avec la ville de Cuers (Guy Guigou, maire) une convention triennale pour le développement de l’action théâtrale. Dans le cadre de cette convention de résidence, Georges Perpes et Françoise Trompette accompagnent la transformation de l’ancien abattoir du village en théâtre municipal. Les 14 et 15 octobre 2000, Georges Perpes et Françoise Trompette fondent en présence d'Armand Gatti la bibliothèque de théâtre Armand-Gatti (BAG). Bibliothèque de prêt, de consultation et de conservation, elle est installée dans le théâtre de l’Abattoir. Toute l’année y sont accueillis des auteurs de théâtre, et plus particulièrement à l’automne pour la Fête du livre de théâtre . En 2003, pour relancer la lecture de pièces de théâtre à l’intérieur de l’Éducation nationale, Georges Perpes imagine avec Myriam Lecorre le Prix de la pièce de théâtre contemporain pour le jeune public. Il met en place un système de dépôt de livres de théâtre en accès libre dans les boulangeries de communes rurales : les « boulangeries-bibliothèques ». En 2004, il lance l’Observatoire de la censure : ce lieu de réflexion et d'information sur la censure, l'autocensure et la liberté d’expression, décerne chaque année le Prix Tartuffe à un écrivain ou artiste victime de la censure, ou à un livre qui défend la liberté d’expression. Le premier prix Tartuffe est décerné à la compagnie Turbo Cacahuète.

### Théâtre de l'Abattoir
Cinq ans après la tuerie de Cuers, le théâtre de l'Abattoir est inauguré le 21 octobre 2000 avec Opéra-Bouffe, un spectacle de la compagnie Théâtre de Cuisine. Georges Perpes et Françoise Trompette sont chargés par la municipalité de définir pour le nouveau lieu, dans lequel ils ne joueront pas, une ligne artistique complémentaire des autres scènes de l’aire toulonnaise puis d’établir sa programmation. Celle-ci présente la particularité de faire, d’octobre à juin, une large place aux Arts de la rue avec plus de 50% de spectacles hors ses murs et gratuits. D'octobre 2000 à avril 2008, en huit saisons, le couple programme et accueille 94 spectacles pour 156 représentations : 74 représentations de 39 spectacles ont lieu dans l’espace public, hors les murs de l'Abattoir.

### Censure
En mars 2008, Gilbert Pérugini, quelques jours après son élection comme maire de Cuers, censure un spectacle de rue de la saison de l'Abattoir (Kristin de Caroline Amoros, compagnie Princesses Peluches), porte plainte pour « dégradation de la voie publique et outrage au drapeau national », suspend la programmation de la saison 2007-2008 de l'Abattoir, tente de changer les serrures de la BAG. En septembre 2008, Gilbert Pérugini suspend, par arrêté municipal, toutes les activités d’Orphéon Théâtre intérieur. Même si fin 2008, le procureur de la République classe la plainte sans suite, Georges Perpes et Françoise Trompette décident, en accord avec les partenaires institutionnels, de quitter Cuers. En mai 2009, ils  lancent, place Hubac à Toulon, un rendez-vous mensuel, Georges, crieur public, spectacle de rue autour de la presse et de la liberté d’expression.

### Déménagement à La Seyne-sur-Mer
À partir de mi-2009, la compagnie Orphéon Théâtre intérieur est accueillie par la ville de La Seyne-sur-Mer. Fin décembre 2010, la BAG quitte Cuers. En décembre 2011, Armand Gatti inaugure les nouveaux locaux d’Orphéon et la bibliothèque de théâtre, installés à La Seyne-sur-Mer, 5 place Martel-Esprit, dans l’ex-Imprimerie centrale.
À la suite de la mort en mars 2012 de Françoise Trompette, Georges Perpes arrête les créations de la compagnie Orphéon Théâtre intérieur pour se concentrer sur les activités de la bibliothèque Armand-Gatti dont il devient directeur de projet.
En 2012, il relance les résidences d’écriture accueillant des auteurs et autrices écrivant pour le théâtre, la rue, le cirque. Il crée Les Amies d’Olympe, programmation de lectures en place publique, consacrée exclusivement aux écritures théâtrales contemporaines de femmes. En 2015, il initie « Un.e auteur.e dans ma classe » et crée « Théâtre de la jeunesse », collection de pièces de théâtre écrites en classe par des auteur.e.s avec des élèves de CM2, éditées par Les Cahiers de l'égaré.
En 2018, le XVIe Prix de la pièce de théâtre contemporain pour le jeune public devient académique (Var et Alpes-Maritimes). Le 29 septembre 2019, pour les quarante ans de l'association Orphéon, il transmet ses activités qui intègrent une nouvelle structure, Le Pôle, scène conventionnée d’intérêt national Arts en circulation,. Au départ de Georges Perpes, le fonds de la bibliothèque de théâtre Armand-Gatti comporte plus de quatorze mille livres ; en vingt ans, il aura accueilli cent soixante-quatre dramaturges dont soixante-dix autrices.

## Récompense
En juin 2008, Georges Perpes et Françoise Trompette reçoivent de la SACD (Pascal Rogard, directeur général) et des EAT (Jean-Paul Alègre, président), le prix des Cent livres-Emmanuelle-Marie qui « récompense un engagement fort et soutenu en direction de l'écriture dramatique contemporaine  ».

## Publications et éditions
En 1986, il auto-édite, avec des dessins de Jean-Pierre Rémy, Les Colonnes du temps, histoire du calendrier,. En 1990, il publie L'Immortel Sans-culotte. Temps de la Révolution, révolution du temps. En 2014, avec Sedef Ecer et l'auteur, il collabore à la version française de Hususi Bogazicim / Mon Bosphore à moi, pièce du dramaturge turc Izzeddin Çalislar autour de Michel Pacha (Les Cahiers de l'Égaré). En 2019, il publie sa pièce de théâtre Orphéon, légende, fiction documentée, retraçant quarante ans d'aventure culturelle dans l'aire toulonnaise.

## Horlogerie
À la suite de ses recherches sur la mesure du temps, il propose, en 1988, à Bernard Beuchat, PDG de Beuchat et à Pierre Nègre (Directeur général adjoint) un modèle de cadran d'horlogerie permettant la lecture simultanée de l'heure selon le système décimal et le système duodécimal, et participe à la fabrication d'une ligne de montres (bracelet, gousset) comportant ce double cadran (La Marseillaise de Beuchat),,,. La même année, à la demande de Maurice Delplace, maire de La Garde (Var), il conçoit pour la ville un monument commémoratif de la Révolution française, Borne temporelle n°1 - comportant une horloge double face, dont une affichant un temps décimal - installé devant l’hôtel de ville, inauguré le 14 juillet 1989.